# Махагоновий колір
Махагоновий колір — червоно-коричневий колір, що асоціюється з кольором дерева Махагоні. Проте, слід зазначити, що колір самого дерева не є однотипним і може дещо відрізнятися від стандартного кольору. Перша згадка використання назви «махагоновий колір» датується 1737 роком.
Існує також Махагоновий червоний колір. Вперше був представленний брендом Crayola у 1949. Перша згадка використання назви «махагоновий червоний колір» датується 1843 роком.